# Daramus sahrawi
Daramus sahrawi är en skalbaggsart som beskrevs av Gianfranco Sama och Rapuzzi 2008. Daramus sahrawi ingår i släktet Daramus och familjen långhorningar. Inga underarter finns listade i Catalogue of Life.